# Wera von Essen (född 1986)
Wera Wilhelmina von Essen, född 4 juni 1986, är en svensk författare.
von Essen debuterade 2018 med En debutants dagbok, som 2019 belönades med Borås Tidnings debutantpris med motiveringen "För en nonchalant och stilsäker berättelse som med dagbokens logik utforskar villkor och gränser för skapande.”
Hon är bosatt i Olinda i Brasilien och arbetar också som översättare från portugisiska.

## Priser och utmärkelser
- 2019 – Borås Tidnings debutantpris för romanen En debutants dagbok[5]
- 2021 – Sigtunastiftelsens författarstipendium
- 2022 – Bernspriset[6]